# Germano (gas)
El germano es un compuesto químico de fórmula GeH4. Es el hidruro más simple de germanio y uno de los compuestos más empleados de este elemento. A similitud con el silano y del metano, el germano presenta una estructura molecular tetraédrica. Combustiona con el oxígeno generando GeO2 y agua.

## Síntesis
Existen varios métodos industriales para la obtención de germano. Estos procesos pueden clasificarse en (a) método por reducción química, (b) método de reducción electroquímica y (c) método basado en plasma.
El método de reducción química consiste en hacer reaccionar germanio elemental o bien un compuesto de éste, como tetracloruro de germanio, dióxido de germanio, etc, con un agente reductor como puede ser el borohidruro de sodio, de potasio o de litio, el hidruro de litio y aluminio, o de sodio y aluminio, o el hidruro de litio, de sodio o de magnesio. La reacción pueded tener lugar en medio acuoso o en un disolvente orgánico.
A escala de laboratorio, el germanio puede producirse mediante la reacción de compuestos de Ge(IV) con agentes generadores de hidruros. El método más habitual consiste en hacer reaccionar Na2GeO3 con borohidruro de sodio.
Na2GeO3 + NaBH4 + H2O → GeH4 + 2 NaOH + NaBO2
El método de reducción electroquímica consiste en aplicar un voltaje mediante un cátodo de germanio metálico en una solución acuosa electrolítica con un ánodo de metal (molibdeno o cadmio generalmente). En este proceso, el germanio reacciona con el hidrógeno del agua emitiéndose germano en fase gaseosa mientras que en el ánodo se forma un precipitado de óxido de molibdeno o de cadmio.
Por último, el método de síntesis por plasma consiste en bombardear una placa de germanio metálico con átomos de hidrógeno, que han sido generados mediante una fuente de plasma de alta frecuencia produciéndose germano y digermano.

## Presencia en la naturaleza
El germano ha sido detectado en la atmósfera de Júpiter.

## Usos en la industria de los semiconductores
El gas se descompone alrededor de los 600K en germanio e hidrógeno. El germanio se usa de forma extensa en la fabricación de semiconductores y los compuestos organogermánicos como el isobutilgermano, los tricloruros de alquilgermanio y de dimetilaminogermanio, han demostado ser menos peligrosos que otras alternativas en estado líquido o que el propio germanio.

## Seguridad
El germanio es inflamable, potencialmente pirofórico y tóxico.